# 처와 그 여인
처와 그 여인은 한국에서 제작된 안성찬 감독의 1963년 영화이다. 김승호 등이 주연으로 출연하였고 정병준 등이 제작에 참여하였다.

## 출연

### 주연
- 김승호
- 이빈화
- 황정순
- 강미애

### 조연
- 전옥
- 남미리
- 윤인자
- 나애심
- 김정옥
- 이향자
- 강선희
- 윤일봉
- 김동원
- 주선태
- 최삼
- 안성기

## 제작진
- 조명: 강용신
- 미술: 홍성칠